# Frank Ernest Wallace Simpson
Sir Frank Ernest Wallace Simpson, britanski general, * 1899, † 1986.